# کاساندرا هریس
کاساندرا هریس (به انگلیسی: Cassandra Harris) (زاده ۱۵ دسامبر ۱۹۴۸ – درگذشته ۲۸ دسامبر ۱۹۹۱) بازیگر استرالیایی بود.
از فیلم‌های معروف او می‌توان به بازی در فیلم فقط بخاطر چشمان تو اشاره کرد.